# Andrena nana
Andrena nana là một loài Hymenoptera trong họ Andrenidae. Loài này được Kirby mô tả khoa học năm 1802.